# Fasshon herusu

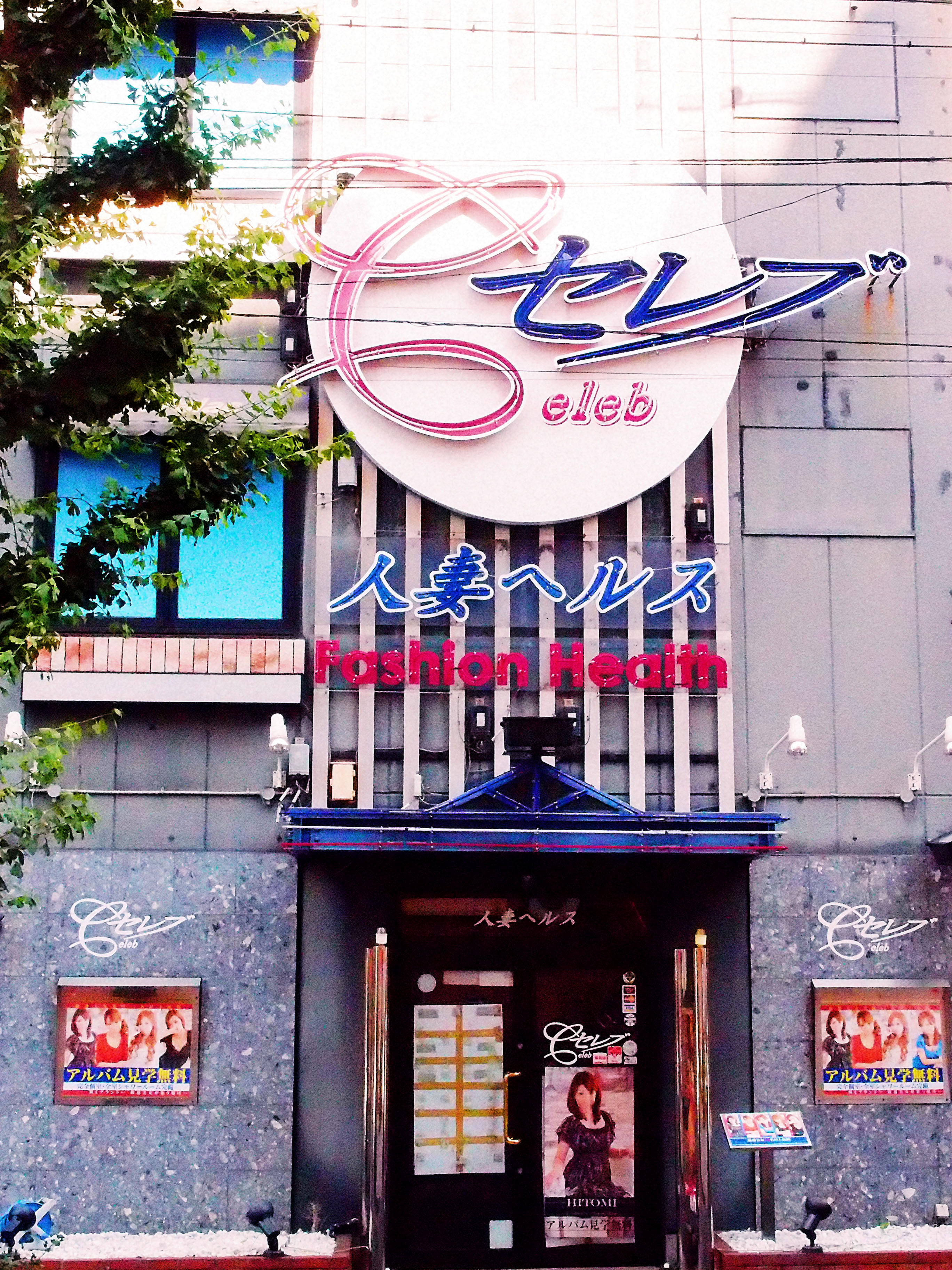
Budynek „Fasshon herusu” mieszczący się w Noagoi.

Fasshon herusu (jap. ファッションヘルス ang. Fashion health) – znany również jako „Modny masaż” lub po prostu „herusu” (zdrowie), to rodzaj salonu masażu, który omija japońskie przepisy, zapewniając różnorodne usługi związane ze stosunkiem seksualnym, który odbywa się w prywatnym pokoju. Lokale te znajdują się w większości dużych japońskich miast.